# Jean Cerf
Jean Cerf (1928) é um matemático francês. É especialista em topologia.
Cerf estudou na École normale supérieure e obteve um doutorado orientado por Henri Cartan. Foi Maître de conférences na Université Lille Nord de France e depois professor na Faculté de Science em Orsay. Paralelamente foi Directeur de Recherche do Centre national de la recherche scientifique (CNRS).
Em 1966 foi palestrante convidado ("Invited Speaker") no Congresso Internacional de Matemáticos em Moscou (Isotopie et Pseudo-Isotopie). Dentre seus orientados está o topologista François Laudenbach.